# Haplomela
Haplomela es un género de insecto coleóptero de la familia Chrysomelidae.

## Especies
- Haplomela cheni Medvedev, 2004
- Haplomela miroshnikovi Medvedev, 2005
- Haplomela semiopaca Chen, 1942